# Dobrovol'sk
Dobrovol'sk (Добровольск) è una città della Russia, posta nell'Oblast' di Kaliningrad.
Storicamente appartenuta alla Germania, fu nota fino al 1938 con il nome di Pillkallen. In quella data prese il nome di Schloßburg, mantenuto fino all'annessione all'Unione Sovietica (1945).